# Лениер
Лениер (на английски: Lennier) от „Третия Храм на Чу Домо“ е измислен герой от научнофантастичния сериал Вавилон 5. Той е дипломатическо аташе на посланик Делен през първите четири сезона, след което се присъединява към организацията на „Рейнджърите“ („Анла Шок“). Като представител на „Религиозната каста“, Лениер прекарва по-голямата част от живота си в храм на Минбар. Той е ученик и верен приятел на Делен, който е готов да даде живота си за нея.

## Известни реплики на героя
- „Делен, всички ще умрем един ден. Въпросът е как, кога и дали ще го направим с достойнство.“

Вир Кото и Лениер стоят на бара:

„Лениер: Какво точно питие е това?“ 

„Вир: Барманът го нарече „Шърли Темпъл“ (Shirley Temple).“

„Странно, прекарал съм години в изучаване на Земните религии и никога не съм чувал за този храм (temple).“